# Cheiraster teres
Cheiraster teres is een zeester uit de familie Benthopectinidae.
De wetenschappelijke naam van de soort werd in 1889 gepubliceerd door Percy Sladen.